# Kalina (roślina)

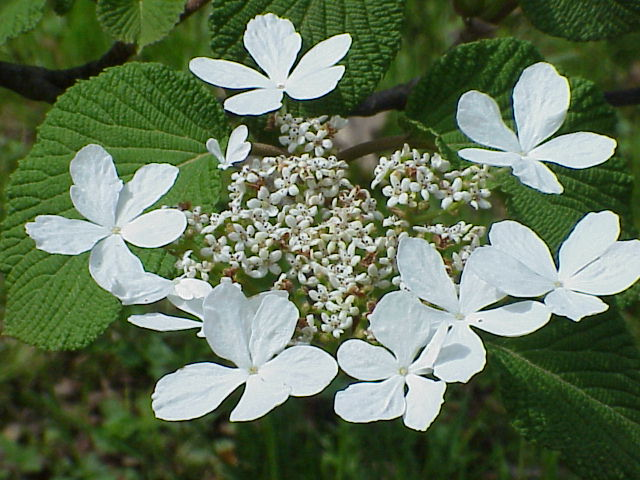
Kwiatostan Viburnum furcatum

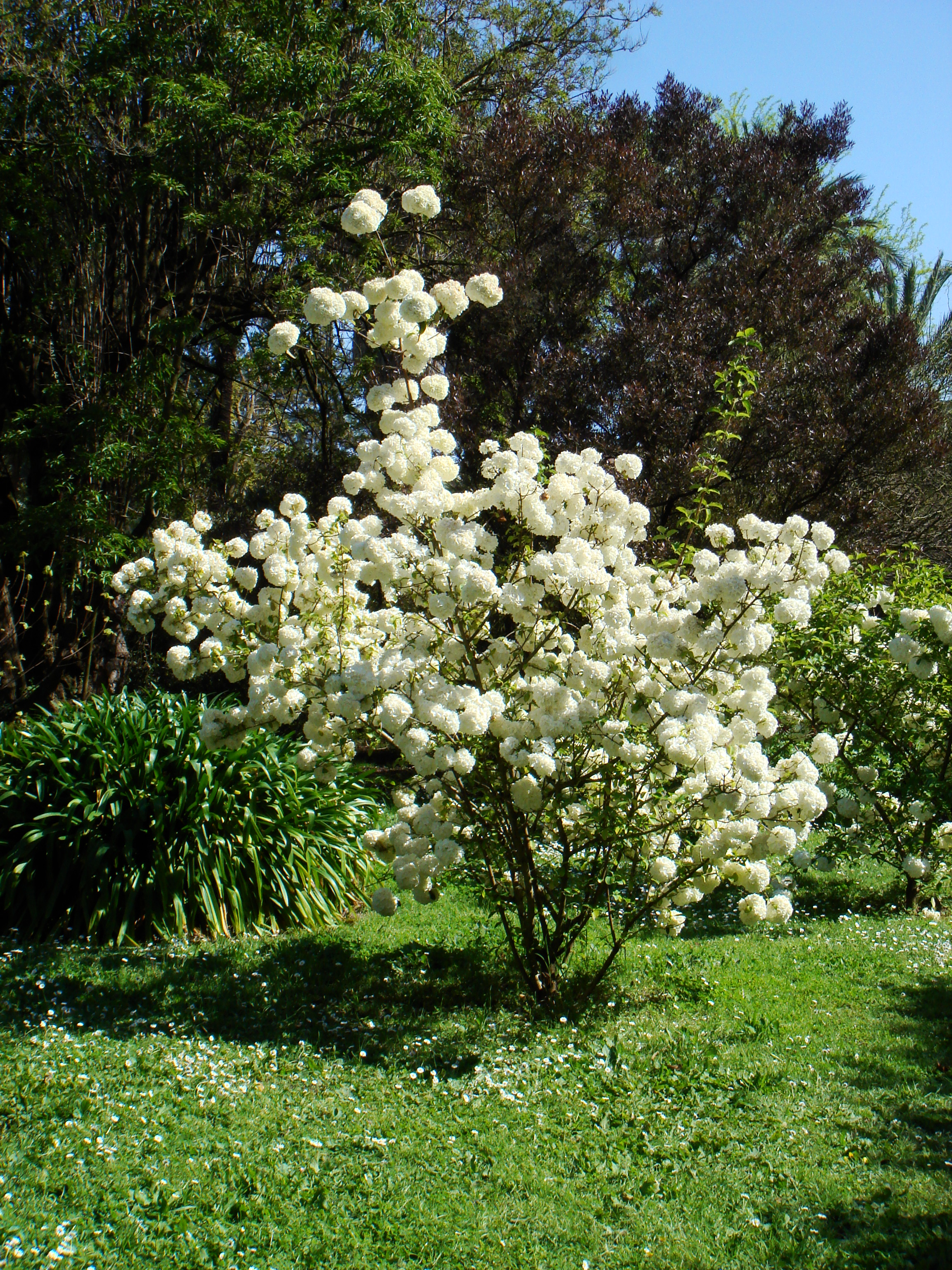
Viburnum macrocephalum

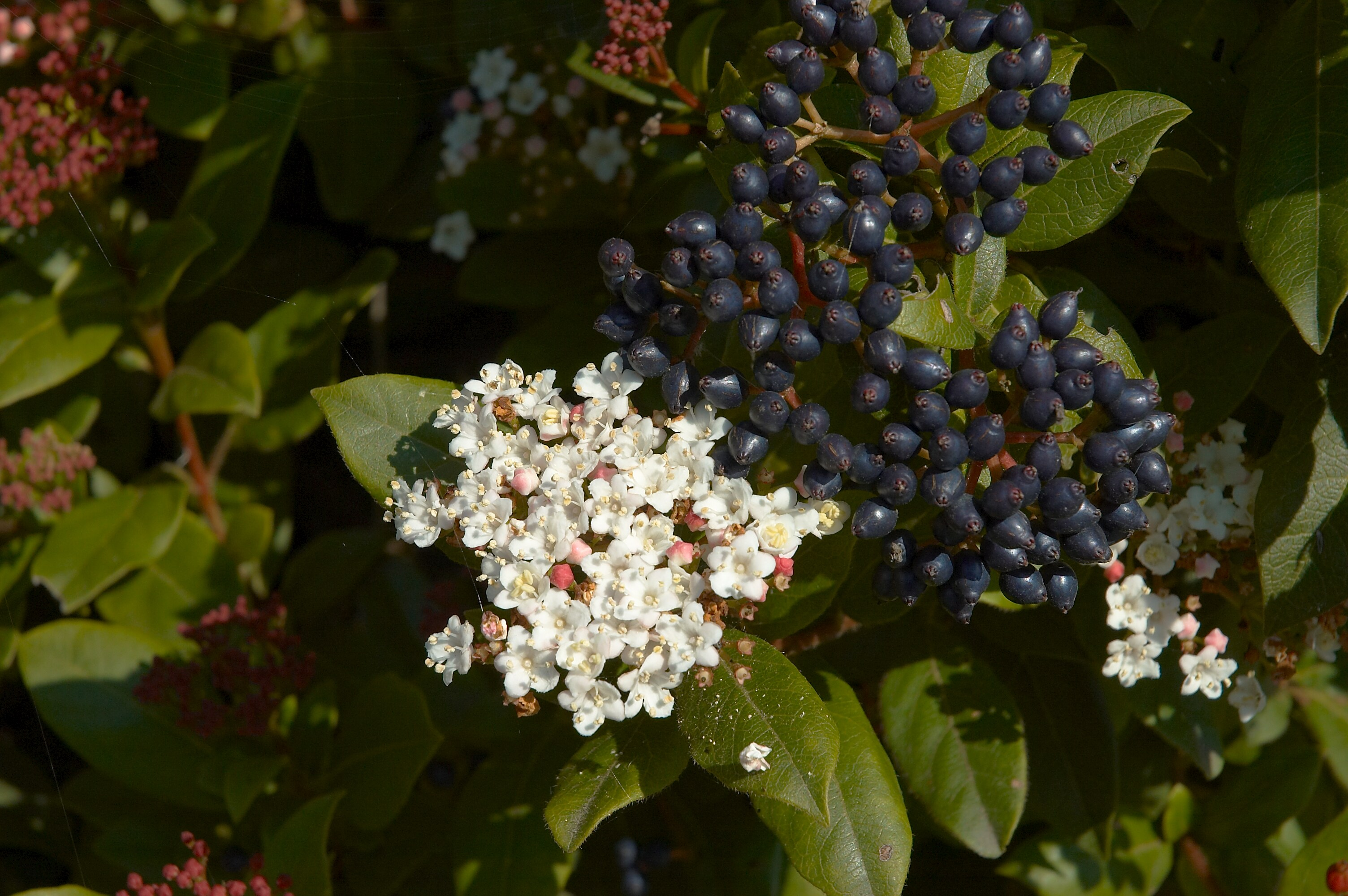
Kalina wawrzynowata

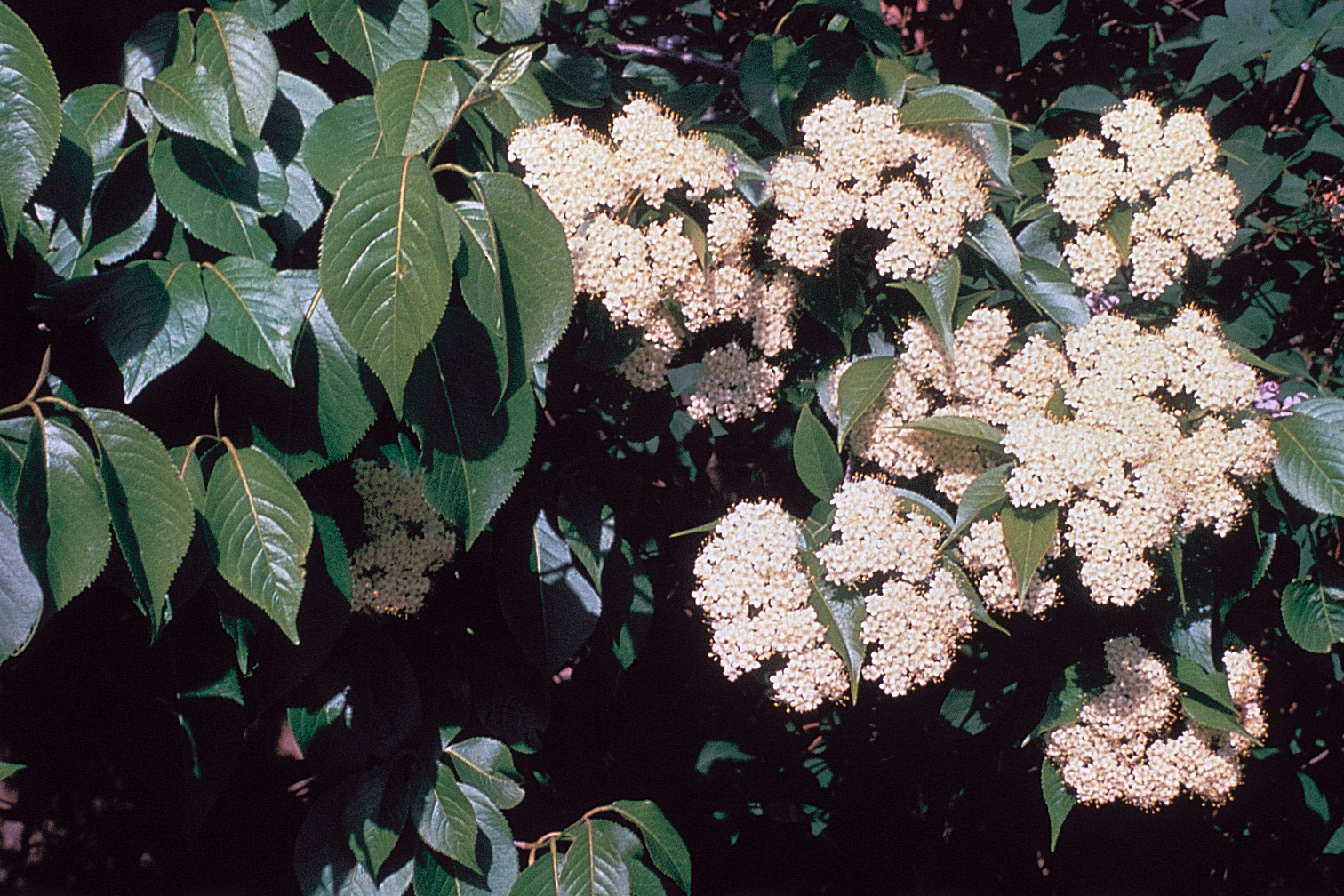
Kalina kanadyjska

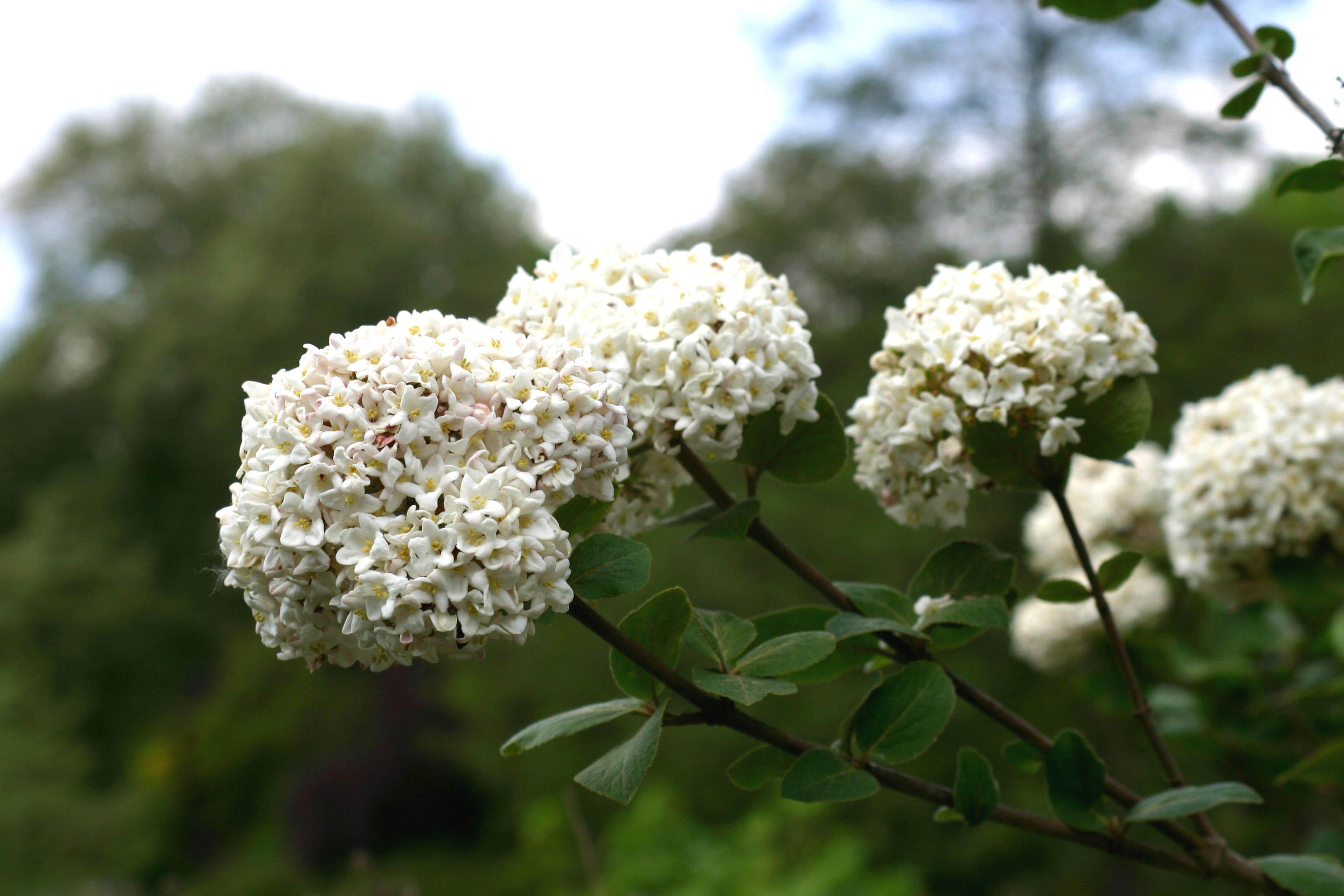
Kalina koreańska

Kalina (Viburnum L.) – rodzaj roślin zaliczany w systemach APG do rodziny piżmaczkowatych (Adoxaceae), dawniej wyodrębniany w monotypową rodzinę kalinowatych (Viburnaceae) lub włączany do przewiertniowatych (Caprifoliaceae). W obrębie rodzaju wyróżnia się ok. 200 gatunków. Zasięg rodzaju obejmuje wszystkie kontynenty półkuli północnej oraz sięga obszarów równikowych i półkuli południowej w Azji Południowo-Wschodniej oraz Ameryce Południowej. W Polsce dziko rosną dwa gatunki – kalina koralowa (V. opulus) i kalina hordowina (V. lantana), z czego tylko ten pierwszy jest rodzimym.
Liczne gatunki z tego rodzaju są uprawiane jako rośliny ozdobne dla efektownych kwiatostanów, barwnych owoców, atrakcyjnego listowia, czasem też wonnych kwiatów. Niektóre mają owoce jadalne, inne trujące. Część gatunków wykorzystywanych jest lokalnie jako rośliny lecznicze.

## Rozmieszczenie geograficzne
Rodzaj jest szeroko rozprzestrzeniony na półkuli północnej. Występuje niemal w całej Eurazji – brak jego przedstawicieli tylko na obszarach pustynnych Półwyspu Arabskiego i Azji Środkowej oraz części obszarów północno-wschodniej Azji (w Jakucji i na Kamczatce). Na południowym wschodzie sięga Nowej Gwinei, a w rejonie basenu Morza Śródziemnego – północno-zachodniej Afryki. Kaliny rosną także w niemal całej Ameryce Północnej (bez Małych Antyli i pustynnych obszarów południowo-zachodnich Stanów Zjednoczonych). Występują także w Ameryce Południowej w Andach i Amazonii. Rodzaj najbardziej zróżnicowany jest w Azji Południowo-Wschodniej (tylko w Chinach rosną 73 gatunki, z czego 45 to endemity tego kraju), poza tym liczne gatunki występują w tropikach Ameryki Południowej.
Z tradycyjnie wyróżnianych w obrębie rodzaju 10 sekcji z Eurazją związane są: Megalotinus, Solenotinus, Tinus, Tomentosa, Viburnum i Pseudotinus. Sekcje Lentago i Oreinotinus występują głównie na kontynentach amerykańskich. Przedstawiciele sekcji Odontotinus rosną i w Azji i na kontynentach amerykańskich, a sekcji Opulus na wszystkich kontynentach strefy umiarkowanej północnej.
Rodzaj wyewoluował najwyraźniej w górskich lasach południowo-wschodniej Azji, skąd kilkukrotnie migrował na północ rozprzestrzeniając się w strefie umiarkowanej i docierając do Europy, a w eocenie także do Ameryki Północnej. W miocenie część linii rozwojowych ze strefy umiarkowanej wtórnie zasiedliła strefę międzyzwrotnikową.

## Morfologia
PokrójKrzewy zwykle o prosto wzniesionych pędach, rzadziej niskie drzewa osiągające do 10 m wysokości. Pędy są nagie lub owłosione, włoski pojedyncze proste lub gwiazdkowate, czasem skupione w pęczkach.
LiścieSezonowe lub zimozielone, nakrzyżległe, pojedyncze i ogonkowe, całobrzegie, ząbkowane lub z 3–5 klapami. Przylistki drobne lub ich brak.
KwiatyDrobne, obupłciowe i 5-krotne. Zebrane w kulistawe lub mniej lub bardziej spłaszczone od góry kwiatostany (wiechy i podbaldachy), nierzadko o brzeżnych kwiatach powiększonych, asymetrycznych i płonnych, z powiększoną koroną. Kielich niewielki, 5-ząbkowy. Korona kółkowa, dzwonkowata lub rurkowata, zwykle biała, czasem czerwonawa, różowawa lub zielonkawa. Pręcików 5, o cienkich nitkach. Zalążnia wpół dolna, trójkomorowa, z jedną komorą płodną, zawierającą pojedynczy zalążek. Szyjka słupka krótka, zwieńczona znamieniem główkowatym lub trójdzielnym.
OwoceCzerwone, purpurowe, granatowe lub czarne, rzadziej żółte pestkowce z jednonasienną, nieco spłaszczoną pestką.

## Systematyka

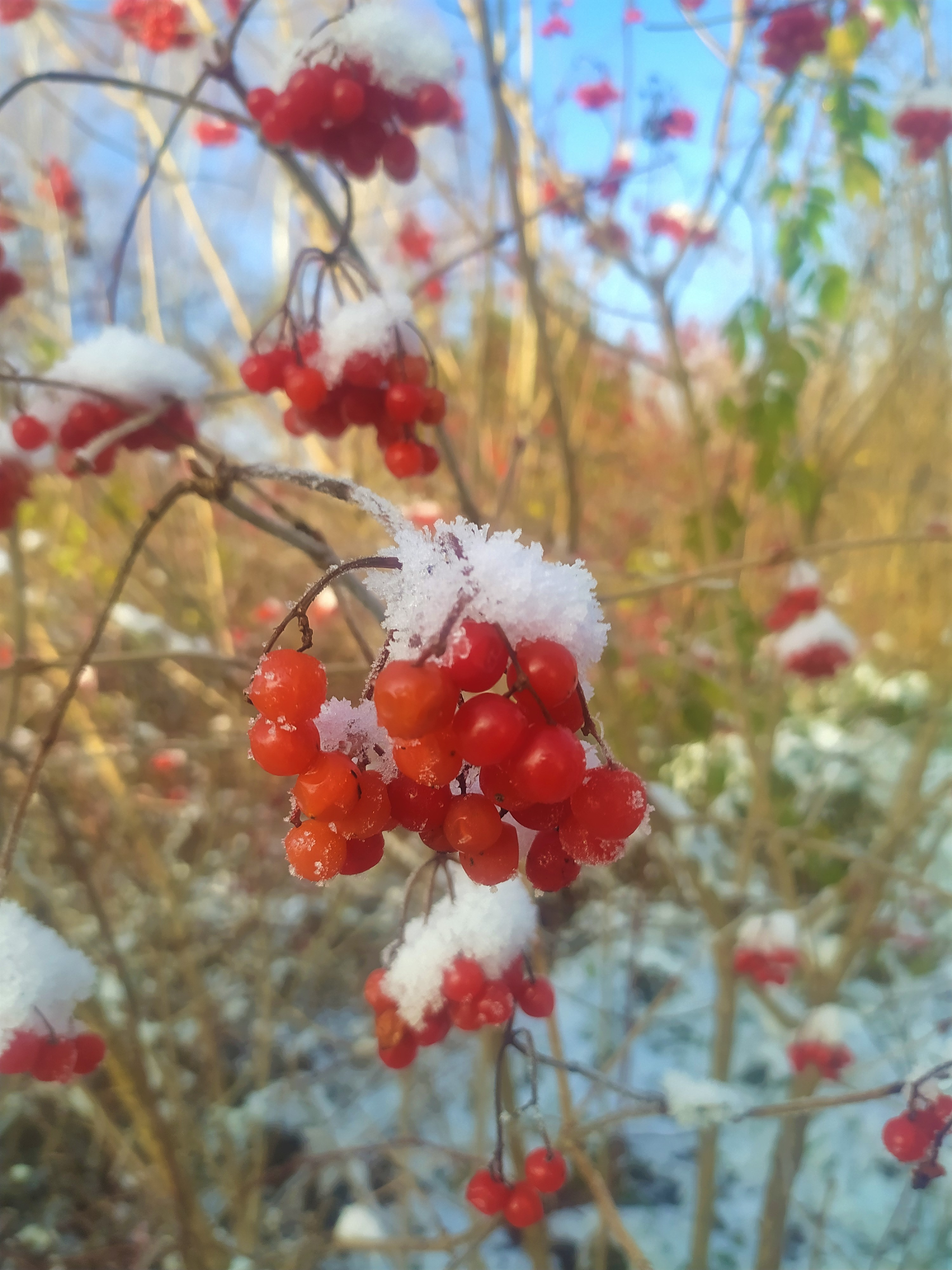
Kalina koralowa

Pozycja systematyczna według APweb (aktualizowany system APG IV z 2016)
Jeden z pięciu rodzajów w rodzinie piżmaczkowatych (Adoxaceae), stanowiącej klad bazalny w obrębie rzędu szczeciowców (Dipsacales) w grupie euasterids II wchodzącej w skład kladu astrowych (asterids) należącego do dwuliściennych właściwych (eudicots). Rodzaj stanowi klad bazalny w obrębie rodziny, więc zgodnie z regułami taksonomicznymi może być wyodrębniany jako rodzina siostrzana dla pozostałych rodzajów (kalinowate Viburnaceae). Błędem natomiast jest włączanie go do przewiertniowatych, stanowiących odrębną linię rozwojową.
Wykaz gatunków
- Viburnum acerifolium L.
- Viburnum acutifolium Benth.
- Viburnum alabamense (McAtee) Sorrie
- Viburnum albopedunculatum Gilli
- Viburnum amplificatum J.Kern
- Viburnum amplifolium Rehder
- Viburnum anabaptista Graebn.
- Viburnum annamensis Fukuoka
- Viburnum antioquiense Killip & A.C.Sm.
- Viburnum arboreum Britton
- Viburnum atrocyaneum C.B.Clarke
- Viburnum australe C.V.Morton
- Viburnum awabuki K.Koch
- Viburnum ayavacense Kunth
- Viburnum beccarii Gamble
- Viburnum betulifolium Batalin
- Viburnum blandum C.V.Morton
- Viburnum boninsimense (Makino) Koidz. ex Nakai
- Viburnum brachyandrum Nakai
- Viburnum brachybotryum Hemsl.
- Viburnum bracteatum Rehder
- Viburnum brevitubum (P.S.Hsu) P.S.Hsu
- Viburnum buddleifolium C.H.Wright – kalina budlejolistna
- Viburnum burejaeticum Regel & Herder – kalina mandżurska
- Viburnum × burkwoodii Burkwood & Skipwith – kalina Burkwooda
- Viburnum × carlcephalum Burkwood ex Rullo, Brach & Gandhi – kalina amgielska
- Viburnum carlesii Hemsl. – kalina koreańska
- Viburnum carolinianum Ashe
- Viburnum cassinoides L.
- Viburnum caudatum Greenm.
- Viburnum chingii P.S.Hsu
- Viburnum chinshanense Graebn.
- Viburnum chunii P.S.Hsu
- Viburnum ciliatum Greenm.
- Viburnum cinnamomifolium Rehder
- Viburnum clemensiae J.Kern
- Viburnum colebrookeanum Wall. ex DC.
- Viburnum congestum Rehder
- Viburnum coriaceum Blume
- Viburnum cornutidens Merr.
- Viburnum corylifolium Hook.f. & Thomson
- Viburnum corymbiflorum P.S.Hsu & S.C.Hsu
- Viburnum corymbosum Urb.
- Viburnum costaricanum (Oerst.) Hemsl.
- Viburnum cotinifolium D.Don
- Viburnum cubense Urb.
- Viburnum cylindricum Buch.-Ham. ex D.Don
- Viburnum dalzielii W.W.Sm.
- Viburnum dasyanthum Rehder
- Viburnum davidi Franch. – kalina Davida
- Viburnum deamii (Rehder) Bush
- Viburnum dentatum L. – kalina zębata
- Viburnum dilatatum Thunb.
- Viburnum discolor Benth.
- Viburnum disjunctum C.V.Morton
- Viburnum divaricatum Benth.
- Viburnum edule (Michx.) Raf.
- Viburnum elatum Benth.
- Viburnum ellipticum Hook.
- Viburnum erosum Thunb. – kalina wygryziona
- Viburnum erubescens Wall. ex DC.
- Viburnum euryphyllum Standl. & Steyerm.
- Viburnum fansipanense J.M.H.Shaw, Wynn-Jones & V.D.Nguyen
- Viburnum farreri Stearn – kalina wonna
- Viburnum floccosum Killip & A.C.Sm.
- Viburnum foetidum Wall.
- Viburnum fordiae Hance
- Viburnum formosanum (Hance) Hayata
- Viburnum fragile Killip & A.C.Sm.
- Viburnum furcatum Blume ex Maxim.
- Viburnum garrettii Craib
- Viburnum glaberrimum Merr.
- Viburnum glabratum Kunth
- Viburnum glomeratum Maxim.
- Viburnum goudotii Killip & A.C.Sm.
- Viburnum grandiflorum Wall. ex DC. – kalina wielkokwiatowa
- Viburnum griffithianum (Kurz) C.B.Clarke
- Viburnum hainanense Merr. & Chun
- Viburnum hallii (Oerst.) Killip & A.C.Sm.
- Viburnum hanceanum Maxim.
- Viburnum harryanum Rehder
- Viburnum hartwegii Benth.
- Viburnum hayatae I.M.Turner
- Viburnum hengshanicum Tsiang
- Viburnum henryi Hemsl. – kalina Henry’ego
- Viburnum hispidulum J.Kern
- Viburnum × hizenense Hatus.
- Viburnum hoanglienense J.M.H.Shaw, Wynn-Jones & V.D.Nguyen
- Viburnum hondurense Standl.
- Viburnum hupehense Rehder
- Viburnum incarum Graebn.
- Viburnum inopinatum Craib
- Viburnum jamesonii (Oerst.) Killip & A.C.Sm.
- Viburnum japonicum (Thunb.) Spreng.
- Viburnum jelskii Zahlbr.
- Viburnum jucundum C.V.Morton
- Viburnum junghuhnii Miq.
- Viburnum kansuense Batalin
- Viburnum kerrii E.T.Geddes
- Viburnum × kiusianum Hatus.
- Viburnum koreanum Nakai
- Viburnum lancifolium P.S.Hsu
- Viburnum lantana L. – kalina hordowina
- Viburnum lantanoides Michx.
- Viburnum lasiophyllum Benth.
- Viburnum laterale Rehder
- Viburnum lautum C.V.Morton
- Viburnum lehmannii Killip & A.C.Sm.
- Viburnum leiocarpum P.S.Hsu
- Viburnum lentago L. – kalina kanadyjska
- Viburnum lobophyllum Graebn.
- Viburnum loeseneri Graebn.
- Viburnum longipedunculatum (P.S.Hsu) P.S.Hsu
- Viburnum longiradiatum P.S.Hsu
- Viburnum lutescens Blume
- Viburnum luzonicum Rolfe
- Viburnum macdougallii Matuda
- Viburnum macrocephalum Fortune
- Viburnum mathewsii (Oerst.) Killip & A.C.Sm.
- Viburnum meiothyrsum Diels
- Viburnum melanocarpum P.S.Hsu
- Viburnum microcarpum Schltdl. & Cham.
- Viburnum microphyllum (Oerst.) Hemsl.
- Viburnum molinae Lundell
- Viburnum molle Michx.
- Viburnum mongolicum (Pall.) Rehder
- Viburnum mortonianum Standl. & Steyerm.
- Viburnum mullaha Buch.-Ham. ex D.Don
- Viburnum nervosum D.Don
- Viburnum nitidum Aiton
- Viburnum nudum L.
- Viburnum obovatum Walter
- Viburnum obtectum J.H.Vargas
- Viburnum obtusatum D.N.Gibson
- Viburnum odoratissimum Ker Gawl.
- Viburnum oliganthum Batalin
- Viburnum omeiense P.S.Hsu
- Viburnum opulus L. – kalina koralowa
- Viburnum orientale Pall.
- Viburnum parvifolium Hayata
- Viburnum phlebotrichum Siebold & Zucc.
- Viburnum pichinchense Benth.
- Viburnum pilushanicum S.S.Ying
- Viburnum platyphyllum Merr.
- Viburnum plicatum Thunb. – kalina japońska
- Viburnum propinquum Hemsl.
- Viburnum prunifolium L. – kalina śliwolistna
- Viburnum punctatum Buch.-Ham. ex D.Don
- Viburnum pyramidatum Rehder
- Viburnum queremalense Cuatrec.
- Viburnum rafinesqueanum Schult.
- Viburnum recognitum Fernald
- Viburnum rhytidophyllum Hemsl. – kalina sztywnolistna
- Viburnum rufidulum Raf.
- Viburnum rugosum Pers.
- Viburnum sambucinum Reinw. ex Blume
- Viburnum sargentii Koehne – kalina Sargenta
- Viburnum scabrellum (Torr. & A.Gray) Chapm.
- Viburnum schensianum Maxim.
- Viburnum seemenii Graebn.
- Viburnum sempervirens K.Koch
- Viburnum setigerum Hance
- Viburnum shweliense W.W.Sm.
- Viburnum sieboldii Miq. – kalina Siebolda
- Viburnum spruceanum Rusby
- Viburnum squamulosum P.S.Hsu
- Viburnum stellatotomentosum (Oerst.) Hemsl.
- Viburnum stenocalyx (Oerst.) Hemsl.
- Viburnum stipitatum J.H.Vargas
- Viburnum subalpinum Hand.-Mazz.
- Viburnum subpubescens Lundell
- Viburnum subsessile Killip & A.C.Sm.
- Viburnum sulcatum (Oerst.) Hemsl.
- Viburnum suratense Killip & A.C.Sm.
- Viburnum suspensum Lindl.
- Viburnum sympodiale Graebn.
- Viburnum taitoense Hayata
- Viburnum taiwanianum Hayata
- Viburnum tashiroi Nakai
- Viburnum tengyuehense (W.W.Sm.) P.S.Hsu
- Viburnum ternatum Rehder
- Viburnum tiliifolium (Oerst.) Hemsl.
- Viburnum tinoides L.f.
- Viburnum tinus L. – kalina wawrzynowata
- Viburnum toronis Killip & A.C.Sm.
- Viburnum trabeculosum C.Y.Wu
- Viburnum treleasei Gand.
- Viburnum tricostatum C.E.C.Fisch.
- Viburnum tridentatum Killip & A.C.Sm.
- Viburnum trilobum Marshall – kalina amerykańska
- Viburnum triphyllum Benth.
- Viburnum triplinerve Hand.-Mazz.
- Viburnum undulatum (Oerst.) Killip & A.C.Sm.
- Viburnum urbani Graebn.
- Viburnum urceolatum Siebold & Zucc.
- Viburnum utile Hemsl. – kalina pożyteczna
- Viburnum venosum Britton
- Viburnum venustum C.V.Morton
- Viburnum vernicosum Gibbs
- Viburnum villosum Sw.
- Viburnum wardii W.W.Sm.
- Viburnum weberbaueri Graebn.
- Viburnum witteanum Graebn.
- Viburnum wrightii Miq.
- Viburnum wurdackii T.R.Dudley
- Viburnum yunnanense Rehder